# Araberg
Der Araberg ist ein 814 m ü. A. hoher Berg im Triestingtal in Niederösterreich. Er ist vorwiegend mit Laubwald bedeckt.
Bekannt ist der Araberg vor allem durch die höchstgelegene Burgruine Niederösterreichs, die Araburg, knapp östlich seines höchsten Punktes. Der Anstieg von Kaumberg erfordert etwa 50 Minuten; vom Parkplatz nahe dem Mayerhof ist der Berg in etwa 25 Minuten zu erreichen. 

## Anmerkung
1. ↑  Höhe laut NÖ-Atlas ermittelt